# Galeras
Il Galeras (chiamato anche Urcunina dalle popolazioni indigene del XVI secolo) è uno stratovulcano delle Ande, situato a pochi chilometri dalla città di Pasto, nella provincia colombiana di Nariño. Raggiunge un'altezza di 4276 m sul livello del mare. La prima eruzione di cui si ha testimonianza storica (successivamente alla conquista spagnola) è stata registrata il 7 dicembre del 1580. Nel 1993 una violenta eruzione uccise nove persone, tra cui sei scienziati che si trovavano all'interno del cratere per raccogliere alcuni campioni di gas. Attualmente è il vulcano più attivo della Colombia.

## Storia geologica
L'attività del Galeras è cominciata almeno un milione di anni fa, caratterizzata dall'emissione di andesite come prodotto principale.. È stato interessato da due grandi eruzioni che hanno causato la formazione di caldere: la prima circa 560000 anni fa in un'eruzione che ha provocato l'emissione di 15 km³ di materiale, la seconda in un periodo compreso tra 40000 e 150000 anni fa durante un'eruzione caratterizzata dall'emissione di 2 km³ di materiale. In seguito una parte della caldera è collassata, probabilmente a causa dell'instabilità generata dall'attività idrotermale, e le eruzioni successive hanno formato un cono all'interno della caldera stessa.
Alla luce della storia eruttiva violenta e alla vicinanza della città di pasto, popolata da 450000 persone, il Galeras è stato inserito nel 1991 nella lista dei vulcani più pericolosi della Terra, ed è quindi entrato a far parte del programma delle Nazioni Unite per la prevenzione dei disastri naturali.

## Storia eruttiva
Il Galeras è considerato il vulcano più attivo della Colombia, seguito dal Nevado del Ruiz. La più antica eruzione avuta durante l'Olocene è stata datata nel 7050 ± 1000 a.C. grazie al metodo del carbonio-14. Altre eruzioni simili a questa si sono avute nel 3150 ± 200 a.C., 2580 ± 500 a.C., 1160 ± 300 a.C., 490 ± 100 a.C., 890 ± 200 d.C. Tipicamente queste eruzioni erano caratterizzate da una violenta esplosione dalla bocca principale, preludio ad un'eruzione di tipo esplosivo con la formazione di flussi piroclastici e lahars. Eruzioni più recenti di cui si ha una testimonianza storica diretta sono state registrate nel 1535, 1580, 1616, 1641, 1670, 1754, 1796, 1823, 1828, 1834, 1865, 1889, 1891, 1923, 1924, 1932, 1936, 1947, 1950, 1974, 1989, 1990, 1993, 2000, 2002, 2004, 2005, 2007,2009.
Alcuni incidenti si sono verificati nel 1836, 1930, 1933 e 1973, sebbene manchi una conferma ufficiale.

### L'eruzione del 1993
Il Galeras era tornato in attività nel 1989, dopo 15 anni di quiescenza.
Una conferenza di vulcanologia, tenutasi nella città di Pasto nel 1993, si concluse in tragedia quando alcuni scienziati che partecipavano alla conferenza improvvisarono una spedizione all'interno del cratere del Galeras per campionare i gas emessi. Una violenta esplosione si verificò proprio mentre gli scienziati erano intenti al lavoro, e sei di essi rimasero uccisi insieme a tre turisti.